# Elvia Barrios
Elvia Barrios Alvarado (Huancavelica, 17 de febrero de 1958) es una abogada, empresaria y magistrada peruana. Fue presidenta de la Corte Suprema del Perú y del Poder Judicial para el período 2021-2022, siendo la primera mujer en asumir dicho cargo en el Perú.

## Biografía
Hija de Pedro Barrios y Emilia Alvarado Alva. Es hermana de Rocío Barrios, exministra de Estado del gobierno de Martín Vizcarra. 
Es abogada egresada de la Universidad Nacional Mayor de San Marcos con mención honrosa de excelencia. Cuenta con una maestría y un doctorado en Derecho por la Universidad de San Martín de Porres.
Inició su carrera en 1984 como fiscal provincial adjunta en Tarapoto y luego en Iquitos-Maynas. En 1985 pasó a ser fiscal provincial en Huamanga, donde intervino en los casos Puccayacu, Acomarca y Uchuraccay. De 1990 a 1992 fue vocal de la Corte Superior de Ayacucho.
En 2001 presidió la Sala Penal de Reos Libres y luego la Primera Sala de Reos en Cárcel. Luego, integró y presidió la Cuarta Sala Anticorrupción, que ventiló los casos de corrupción del fujimontesinismo. En 2009, fue promovida a la Corte Suprema como jueza provisional formando parte del tribunal que confirmó la condena del expresidente Alberto Fujimori. En 2011 fue designada jueza titular suprema.
Es también presidenta de la Comisión de justicia de género del sector justicia; fundadora de la Asociación Nacional de Juezas; y presidenta de la Red latinoamericana de Jueces (organización internacional conformada por jueces y juezas de diecinueve países).
El 3 de diciembre de 2020 se realizó la elección del presidente de la Corte Suprema, en la que se presentaron como candidatos los jueces supremos Elvia Barrios Alvarado y Héctor Lama More. En la votación realizada en la Sala plena de la Corte Suprema (de quince miembros), Barrios ganó con once votos. El 4 de enero de 2021 asumió el cargo en una ceremonia en la que asistió el presidente de la República Francisco Sagasti, que en su discurso enfatizó que es la primera vez que una mujer llega a presidir el Poder Judicial en casi 200 años de historia republicana.

Asistimos a un hecho histórico, pues celebramos la asunción de funciones de Elvia Barrios. Desde 1825 a la fecha, jueces supremos han ocupado el cargo de Poder Judicial. Hoy por primera vez lo ocupa una presidenta... Con esta noticia esperanzadora empieza a darse el cambio en el país y consolidarse una tendencia de justicia de género, es una excelente manera de empezar el año del bicentenario de la independencia.